# 嘉例沢森林公園
嘉例沢森林公園（かれいさわしんりんこうえん、かれさわしんりんこうえん）は、富山県黒部市嘉例沢峰平1番1外にある森林公園・キャンプ場である。烏帽子山への登山の玄関口にもなっている。
利用期間は6月1日から10月末までとなっている。

## 概要
標高700 - 1,030mに位置する面積約145haの公園である。1974年（昭和49年）に富山県の植樹祭が行われてから道路が改修されたことに伴い、1975年度から林業構造事業や自然環境保全事業が促進したことで6か年かけて整備された公園である（1978年7月末には『くろべ市民の森』として仮オープンした）。1990年に『富山の自然100選』に選定されている。
一帯は、スギ、ブナ、ナラなどの広葉樹が森林を成しており、林間キャンプ場や林間広場、林間遊具施設、森林総合センターなどがある。駐車場は50台分が確保されている。また、センターの下には駐車場が設置され、豊かな湧水施設もある。すぐ横には、『駒洗いの池』と呼ばれる沼沢がある。
キャンプ場から離れた鋲ヶ岳（標高861ｍ）の頂上にある展望台からは、東側に朝日岳連山、眼下には宇奈月温泉街が手にとるように見え、北側は朝日町の城山公園と黒部川扇状地、西側は富山湾・能登半島と広範囲にわたるパノラマを眺めることが出来る。

## 交通アクセス
黒部市は、くろべ牧場まきばの風経由で向かうよう案内している。同牧場から約25分でアクセス可能。